# Grupo São Bento
O Grupo São Bento é uma unidade litoestratigráfica que compõe a parte inferior da Bacia de Bauru, localizada no centro-sul do Brasil, abrangendo principalmente os estados de São Paulo, Mato Grosso do Sul, Minas Gerais e Goiás. Formado durante o Cretáceo Inferior, o grupo é composto predominantemente por basaltos, com a presença de algumas camadas de arenitos e argilitos, e é caracterizado por extensos depósitos de rochas vulcânicas, que fazem parte da grande província de basaltos do Paraná. O Grupo São Bento é uma das principais unidades geológicas associadas à atividade vulcânica relacionada ao Magmatismo do Paraná, que resultou no vasto campo de basalto que se estende por várias regiões da América do Sul durante o Cretáceo.
A principal característica do Grupo São Bento são suas rochas basálticas, que se distribuem em grandes corpos de lava. Esses basaltos são originários de erupções vulcânicas associadas a fissuras no interior do continente, e formam uma das maiores províncias de basalto do planeta. As rochas do Grupo São Bento são de importância econômica e geológica, já que suas camadas são fontes de importantes reservatórios de água subterrânea na região, conhecidos como aquíferos basálticos.
O grupo tem grande importância na reconstrução da história tectônica e geodinâmica da região centro-sul do Brasil. As formações basálticas do Grupo São Bento estão relacionadas a um período de intensa atividade vulcânica, que ocorre antes da sedimentação das unidades mais recentes da Bacia de Bauru, como a Formação Caiuá. Essa fase de atividade magmática marca uma transição geológica significativa no Cretáceo Inferior, quando o continente sul-americano começou a se separar de outras massas continentais, iniciando a abertura do Oceano Atlântico.